# Ivy Gordon-Lennox
Ivy Gordon-Lennox (Londra, 16 giugno 1887 – Welbeck Abbey, 3 marzo 1982) è stata una nobildonna inglese.

## Biografia
Era l'unica figlia di Algernon Charles Gordon-Lennox, e di sua moglie, Blanche Maynard. Il suo nonno paterno era Charles Gordon-Lennox, VI duca di Richmond e il nonno materno era il colonnello Charles Maynard, un figlio di Henry Maynard, III visconte Maynard. Ha servito nella Royal Navy, Life Guards e nelle Grenadier Guards, e per dodici anni fu aiutante di campo del duca di Cambridge. Tra i suoi zii c'erano Charles Gordon-Lennox, VII duca di Richmond e Walter Gordon-Lennox.
Il 1º gennaio 1912, Ivy è stata nominata una damigella d'onore della regina Alessandra. Nel 1915, durante la prima guerra mondiale, è stata la rappresentante della principessa Vittoria per il corpo delle infermiere in Francia.

## Matrimonio
Sposò, il 12 agosto 1915, William Cavendish-Bentinck, marchese di Titchfield, figlio di William Cavendish-Bentinck, VI duca di Portland. Ebbero due figlie:
- Lady Alexandra Margaret Anne Cavendish-Bentinck (6 settembre 1916–21 dicembre 2008);
- Lady Victoria Margaret Cavendish-Bentinck (9 ottobre 1918–29 agosto 1955), sposò Don Gaetano Parente, principe di Castel Viscardo, ebbero un figlio[10].

## Morte
Nel 1943, Ivy divenne duchessa di Portland quando suo suocero morì e suo marito ha ereditato i titoli di suo padre. Nel 1977, la duchessa ha istituito la Harley Gallery and Foundation destinato "per incoraggiare la creatività in tutti noi".
Morì il 3 marzo 1982, all'età di 94 anni, a Welbeck Woodhouse.

## Ascendenza
|                                               |                                         |                              | Genitori                                        |  |  | Nonni |  |  | Bisnonni                                     |  |  | Trisnonni                               |  |
|                                               |                                         |                              |                                                 |  |  |       |  |  | 8. Charles Gordon-Lennox, V duca di Richmond |  |  | 16. Charles Lennox, IV duca di Richmond |  |
|                                               |                                         |                              |                                                 |  |  |       |  |  | 8. Charles Gordon-Lennox, V duca di Richmond |  |  | 16. Charles Lennox, IV duca di Richmond |  |
|                                               |                                         | 17. Charlotte Gordon         |                                                 |  |  |       |  |  | 8. Charles Gordon-Lennox, V duca di Richmond |  |  |                                         |  |
| 4. Charles Gordon-Lennox, VI duca di Richmond |                                         |                              |                                                 |  |  |       |  |  | 8. Charles Gordon-Lennox, V duca di Richmond |  |  |                                         |  |
|                                               |                                         | 9. Caroline Paget            | 18. Henry William Paget, I marchese di Anglesey |  |  |       |  |  |                                              |  |  |                                         |  |
|                                               |                                         | 9. Caroline Paget            | 18. Henry William Paget, I marchese di Anglesey |  |  |       |  |  |                                              |  |  |                                         |  |
|                                               |                                         | 9. Caroline Paget            | 19. Caroline Villiers                           |  |  |       |  |  |                                              |  |  |                                         |  |
| 2. Algernon Charles Gordon-Lennox             |                                         | 9. Caroline Paget            |                                                 |  |  |       |  |  |                                              |  |  |                                         |  |
|                                               |                                         | 10. Algernon Greville        | 20. Charles Greville                            |  |  |       |  |  |                                              |  |  |                                         |  |
|                                               |                                         | 10. Algernon Greville        | 20. Charles Greville                            |  |  |       |  |  |                                              |  |  |                                         |  |
|                                               |                                         | 10. Algernon Greville        | 21. Charlotte Cavendish-Bentinck                |  |  |       |  |  |                                              |  |  |                                         |  |
| 5. Frances Harriett Greville                  |                                         | 10. Algernon Greville        |                                                 |  |  |       |  |  |                                              |  |  |                                         |  |
|                                               |                                         | 11. Charlotte Maria Cox      | 22. Richard Henry Cox                           |  |  |       |  |  |                                              |  |  |                                         |  |
|                                               |                                         | 11. Charlotte Maria Cox      | 22. Richard Henry Cox                           |  |  |       |  |  |                                              |  |  |                                         |  |
|                                               |                                         | 11. Charlotte Maria Cox      | 23. Charlotte Fitzhugh                          |  |  |       |  |  |                                              |  |  |                                         |  |
| 1. Ivy Gordon-Lennox                          |                                         | 11. Charlotte Maria Cox      |                                                 |  |  |       |  |  |                                              |  |  |                                         |  |
|                                               | 12. Henry Maynard, III visconte Maynard | 24. Henry Maynard            |                                                 |  |  |       |  |  |                                              |  |  |                                         |  |
|                                               | 12. Henry Maynard, III visconte Maynard | 24. Henry Maynard            |                                                 |  |  |       |  |  |                                              |  |  |                                         |  |
|                                               | 12. Henry Maynard, III visconte Maynard | …                            |                                                 |  |  |       |  |  |                                              |  |  |                                         |  |
| 6. Charles Maynard                            | 12. Henry Maynard, III visconte Maynard |                              |                                                 |  |  |       |  |  |                                              |  |  |                                         |  |
|                                               |                                         | 13. Mary Rabett              | 26. Reginald Rabett                             |  |  |       |  |  |                                              |  |  |                                         |  |
|                                               |                                         | 13. Mary Rabett              | 26. Reginald Rabett                             |  |  |       |  |  |                                              |  |  |                                         |  |
|                                               |                                         | 13. Mary Rabett              | 27. Mary Kerrison                               |  |  |       |  |  |                                              |  |  |                                         |  |
| 3. Blanche Maynard                            |                                         | 13. Mary Rabett              |                                                 |  |  |       |  |  |                                              |  |  |                                         |  |
|                                               |                                         | 14. Henry FitzRoy            | 28. Henry FitzRoy                               |  |  |       |  |  |                                              |  |  |                                         |  |
|                                               |                                         | 14. Henry FitzRoy            | 28. Henry FitzRoy                               |  |  |       |  |  |                                              |  |  |                                         |  |
|                                               |                                         | 14. Henry FitzRoy            | 29. Caroline Pigot                              |  |  |       |  |  |                                              |  |  |                                         |  |
| 7. Blanche FitzRoy                            |                                         | 14. Henry FitzRoy            |                                                 |  |  |       |  |  |                                              |  |  |                                         |  |
|                                               |                                         | 15. Jane Elizabeth Beauclerk | 30. Charles George Beauclerk                    |  |  |       |  |  |                                              |  |  |                                         |  |
|                                               |                                         | 15. Jane Elizabeth Beauclerk | 30. Charles George Beauclerk                    |  |  |       |  |  |                                              |  |  |                                         |  |
|                                               |                                         | 15. Jane Elizabeth Beauclerk | 31. Emily Charlotte Ogilvie                     |  |  |       |  |  |                                              |  |  |                                         |  |
|                                               |                                         | 15. Jane Elizabeth Beauclerk |                                                 |  |  |       |  |  |                                              |  |  |                                         |  |